# Linda javanica
Linda javanica är en skalbaggsart som först beskrevs av André Vuillet 1912.  Linda javanica ingår i släktet Linda och familjen långhorningar. Inga underarter finns listade i Catalogue of Life.